# Liste der ältesten Menschen Namibias
Dies ist die Liste der ältesten Menschen Namibias, das heißt aller Menschen die auf dem heutigen Gebiet Namibias geboren und/oder verstorben sind bzw. dort dauerhaft gelebt haben/leben und mindestens 100 Jahre alt sind bzw. waren.
Aufgrund von nicht immer verfügbaren Geburtenregistern, zumindest bei Geburten vor 1884, sind einige Angaben nicht verifizierbar. Hierbei sind aus diesem Grund mehrere Einzelnachweise angegeben, die das Alter nennen und sich teilweise auf offizielle Quellen beziehen. Die Liste stellt keinen Anspruch auf Vollständigkeit.
Im Rahmen der Positiv- und Todesmeldungen der COVID-19-Pandemie in Namibia wurden mindestens drei Fälle von 100-jährigen sowie mindestens ein Todesfall einer 110-jährigen Person gemeldet. Die Namen und Geburtsdaten wurden nicht übermittelt.
Hinweis: Das Alter der Personen in dieser Liste ist nicht verifiziert. Angaben könnten fehlerhaft sein. Diese Liste ist nicht mit der Liste der ältesten Menschen kompatibel.

## Liste
Farblegende:00lebende Frauen (rosa)00 lebende Männer (blau)
| Name                                        | Geburtsdatum                              | Todesdatum                 | Alter                  | Geburtsort                   | Sterbeort         | Anmerkung                             | Off. Nachweis Quellen         |
| Supercentenarians                           | Supercentenarians                         | Supercentenarians          | Supercentenarians      | Supercentenarians            | Supercentenarians | Supercentenarians                     | Supercentenarians             |
| ------------------------------------------- | ----------------------------------------- | -------------------------- | ---------------------- | ---------------------------- | ----------------- | ------------------------------------- | ----------------------------- |
| Anna Visser Ouma Fransman                   | 25. Dez. 1887                             | 8. Jan. 2004               | 125 Jahre und 14 Tage  | Farm ǃKhai ǁGamitesKlicklaut | Mariental         |                                       | Medienberichte zum Tod, u. a. |
| Wilhem Shinima Niilenge Tatekulu Shelengane | 6. Apr. 1894                              | 8. Juni 2008               | 114 Jahre und 64 Tage  | Okalonda oder Onghunga       | Tsandi            |                                       | [ 2 ] [ 3 ]                   |
| Beneditu Shikwamanga                        | 11. Nov. 1901 1898 (nach eigenen Angaben) | 7. Aug. 2005               | 113 Jahre und 269 Tage |                              | Okaku             | in Angola geboren                     | gemäß Ausweisdokumenten       |
| Johanna Tutasn ǃHowaes                      | 2. Jan. 1903                              | 23. Juli 2006              | 113 Jahre und 203 Tage | Farm Hausemann               | Otjiwarongo       |                                       | [ 5 ]                         |
| Daniël Harekeb                              | 1899 oder 1900                            | 2002                       | 112 Jahre              |                              | Omaruru           |                                       | [ 6 ]                         |
| Sofia Johanna Coetzee                       | 14. Juni 1913                             |                            | 112 Jahre und 59 Tage  | Brandvlei                    |                   | in der Südafrikanischen Union geboren | [ 7 ]                         |
| Martha Afrikaner                            | 27. Sep. 1905                             | 11. Nov. 2015              | 110 Jahre und 45 Tage  |                              | bei Gibeon        |                                       | [ 8 ]                         |
| Hundertjährige                              |                                           |                            |                        |                              |                   |                                       |                               |
| Rauha Alumbungu                             | 4. Apr. 1914                              |                            | 111 Jahre und 130 Tage | Olukonda                     |                   |                                       | [ 9 ]                         |
| Helvi Mpingana Kondombolo Kuku GwaKondo     | 1898 oder 1900                            | 26. Nov. 2008              | 108 Jahre              | Etunda                       | Ongwediva         | Mutter von Sam Nujoma                 | [ 10 ] [ 11 ]                 |
| Paulus Haimbodi                             | 1915                                      | 16. Juli 2021              | 107 Jahre              | Ofenda Ya Naimbangu          |                   | im heutigen Angola geboren            | [ 12 ]                        |
| Hulda Isaak                                 | 1918                                      | 31. Juli 2025              | 107 Jahre              |                              |                   |                                       | [ 13 ]                        |
| Magrietha Vries                             | 25. Juni 1919                             |                            | 106 Jahre und 48 Tage  | Berseba                      |                   |                                       | [ 14 ]                        |
| Peter Pauly                                 | 20. Sep. 1917                             | 18. Jan. 2022              | 103 Jahre und 131 Tage | Breslau                      | Otjiwarongo       | im heutigen Polen geboren             |                               |
| Ruth Margarete Ilse Kuehhirt                | 4. Mai 1918                               | 2. Juni 2021               | 103 Jahre und 29 Tage  | Helmstedt                    | Windhoek          |                                       | [ 15 ]                        |
| Maria Mateus Mwinika gwa Ngula              | 1916 oder 1917                            | 28. Dez. 2019              | 102 Jahre              |                              | Onandjokwe        |                                       | [ 16 ]                        |
| Emmy Surén                                  | 14. Aug. 1873                             | 3. Jan. 1974               | 101 Jahre und 142 Tage |                              | Swakopmund        | im Deutschen Kaiserreich geboren      |                               |
| Mesitilde Iindongo                          | 1918                                      | 20. Jan. 2020              | 101 Jahre              |                              | Omeege            |                                       | [ 17 ]                        |
| Isak Shoome                                 | 11. Mai 1916                              | 12. Dez. 2017 und 215 Tage | 101 Jahre              | Onghiila                     |                   |                                       | [ 18 ]                        |
| Hosea Kutako                                | 1870                                      | 18. Juli 1970              | 100 Jahre              | Okahurimehi                  | Okahandja         |                                       |                               |